# Бурлеск
Бурле́ск (фр. burlesque від італ. burla, досл. «жарт») — стиль сатиричної літератури, в основі якого лежить навмисна невідповідність між темою твору та мовними засобами, що створює комічний ефект. Наприклад, «Енеїда» Котляревського на тему однойменної героїчної поеми Вергілія.

## Характерні риси
Основною засадою бурлеску є умисний контраст, розрив між змістом і формою твору, що полягає в невідповідності стилю тематиці. Бурлеск має два різновиди: «низький» і «високий».
«Низький» бурлеск полягає в оповіді про дещо піднесене простою мовою з рясним уживанням повсякденної мови, вульгаризмів, лайливої лексики.
«Високий» бурлеск, або фальшивий епос, полягає у викладі повсякденної тематики підкреслено урочистим стилем. Розвиток бурлеску типово припадає на періоди широкої критики старих суспільних і літературних явищ, коли відчутна закостенілість загальноприйнятих жанрів і стильових канонів.